# Albédo géométrique
Pour un article plus général, voir Albédo.
En astronomie, l'albédo géométrique d'un astre désigne le rapport entre l'énergie électromagnétique bolométrique réfléchie par cet astre, à angle de phase nul, et celle réfléchie dans les mêmes conditions (c.-à-d. bolométriquement et à un angle de phase nul) par une surface fictive, plane, parfaitement réfléchissante, lambertienne et de même section efficace que l'astre considéré. 
L'albédo géométrique visuel est restreint aux longueurs d'onde de la lumière visible, c'est-à-dire aux ondes électromagnétiques comprises entre 380 et 750 nm ; c'est la grandeur traditionnellement la plus utilisée en astronomie, dans la mesure où les objets du Système solaire externe ont longtemps été observés en lumière visible et, depuis la Terre, sous un angle de phase voisin de zéro.

## Valeur

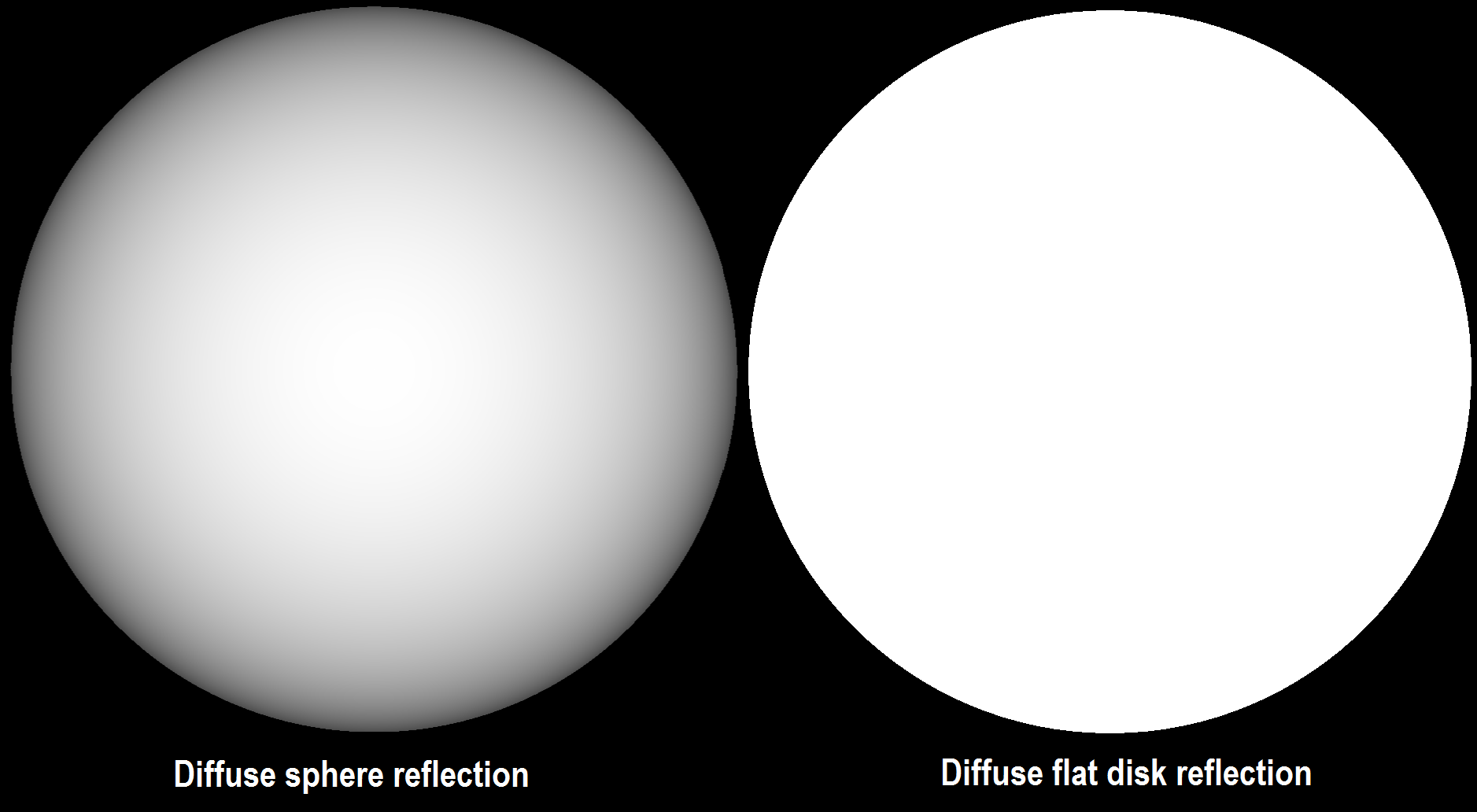
Réflexion diffuse sur une sphère et un disque plat, chacun pour le cas d'un albédo géométrique de 1.

Il s'agit d'une grandeur sans dimension qui peut être nulle (corps noir), égale à 1 par définition pour une surface lambertienne idéale (le bois poli non verni s'en rapproche beaucoup), et être supérieure à 1 pour les surfaces dont la réflectivité à angle de phase nul est supérieure à celle d'une surface lambertienne. Ce dernier cas se rencontre notamment avec les corps dont l'albédo de Bond est élevé et présentant de surcroît un fort effet d'opposition ; un tel effet d'opposition est présent en particulier sur les petits corps du Système solaire et, plus généralement, sur les objets dépourvus d'atmosphère et recouverts de régolithe — l'effet d'opposition du régolithe lunaire est bien connu — mais rares sont ces objets également pourvus d'une réflectivité globale élevée et présentant de ce fait un albédo géométrique supérieur à 1.

## Exemples
Le tableau ci-dessous permet de comparer l'albédo de Bond à l'albédo géométrique pour quelques objets du Système solaire ; le satellite Encelade de la planète Saturne illustre parfaitement le cas d'une réflectivité d'opposition supérieure à celle d'une surface lambertienne pour un astre qui possède par ailleurs une réflectivité globale quasiment unitaire :
| Objet           | Albédo de Bond | Albédo géométrique |
| --------------- | -------------- | ------------------ |
| Mercure[1]      | 0,068          | 0,142              |
| Vénus[2]        | 0,77           | 0,689              |
| Terre[3]        | 0,294          | 0,434              |
| Lune[4]         | 0,11           | 0,12               |
| Mars[5]         | 0,250          | 0,170              |
| Jupiter[6]      | 0,343          | 0,538              |
| Saturne[7]      | 0,342          | 0,499              |
| Encelade[8],[9] | ~ 0,81         | 1,375              |
| Uranus[10]      | 0,300          | 0,488              |
| Neptune[11]     | 0,290          | 0,442              |
| Pluton[12]      | 0,72           | 0,52               |